# 中嶋春香
中嶋 春香（なかしま はるか、1986年3月15日 - ）は、日本の女性タレントである。血液型はA型。身長 165cm、B 85・W 60・H 84。所属事務所office O:pa（オフィスオーパ）。

## 人物
- 鉄道ファンであり、自身のブログにも鉄道に関する記事を頻繁に書いている。また航空ファン、ポケットモンスターファンでもある。
- プロ野球は千葉ロッテマリーンズの大ファンであり、千葉マリンスタジアムによく観戦に行く。球場のウグイス嬢の物真似（谷保恵美・鈴木香那・横浜スタジアム）が得意だという。好きな選手はサブロー選手だという。2005年には球団公式チアリーダー「M☆Splash!!」のメンバーでもあった。
- 自身の好きな鉄道車両はJR西日本281系電車である。
- 姉が1人いる[1]。

## 過去のレギュラー番組
- 横見とはるるのラジオ鉄道（ラジオ日本）2009年4月 - 2009年9月

### ゲスト出演
- アメリカザリガニのアイドル★チェキ!II（GyaOジョッキー、2009年5月25日）
- ニュース探究ラジオ Dig（TBSラジオ、2010年4月30日）